# 태안기업도시
태안기업도시는 태안군에 들어선 기업도시이다.